# Gålbergstjärnen
Gålbergstjärnen är en sjö i Umeå kommun i Västerbotten och ingår i Sävaråns huvudavrinningsområde. Gålberget, ett kalottberg, ligger strax söder om tjärnen. Högsta kustlinjen ligger mellan tjärnen och bergets topp. 